# 1781 en arts plastiques
| Années des arts plastiques : 1778 - 1779 - 1780 - 1781 - 1782 - 1783 - 1784    |
| Décennies des arts plastiques : 1750 - 1760 - 1770 - 1780 - 1790 - 1800 - 1810 |

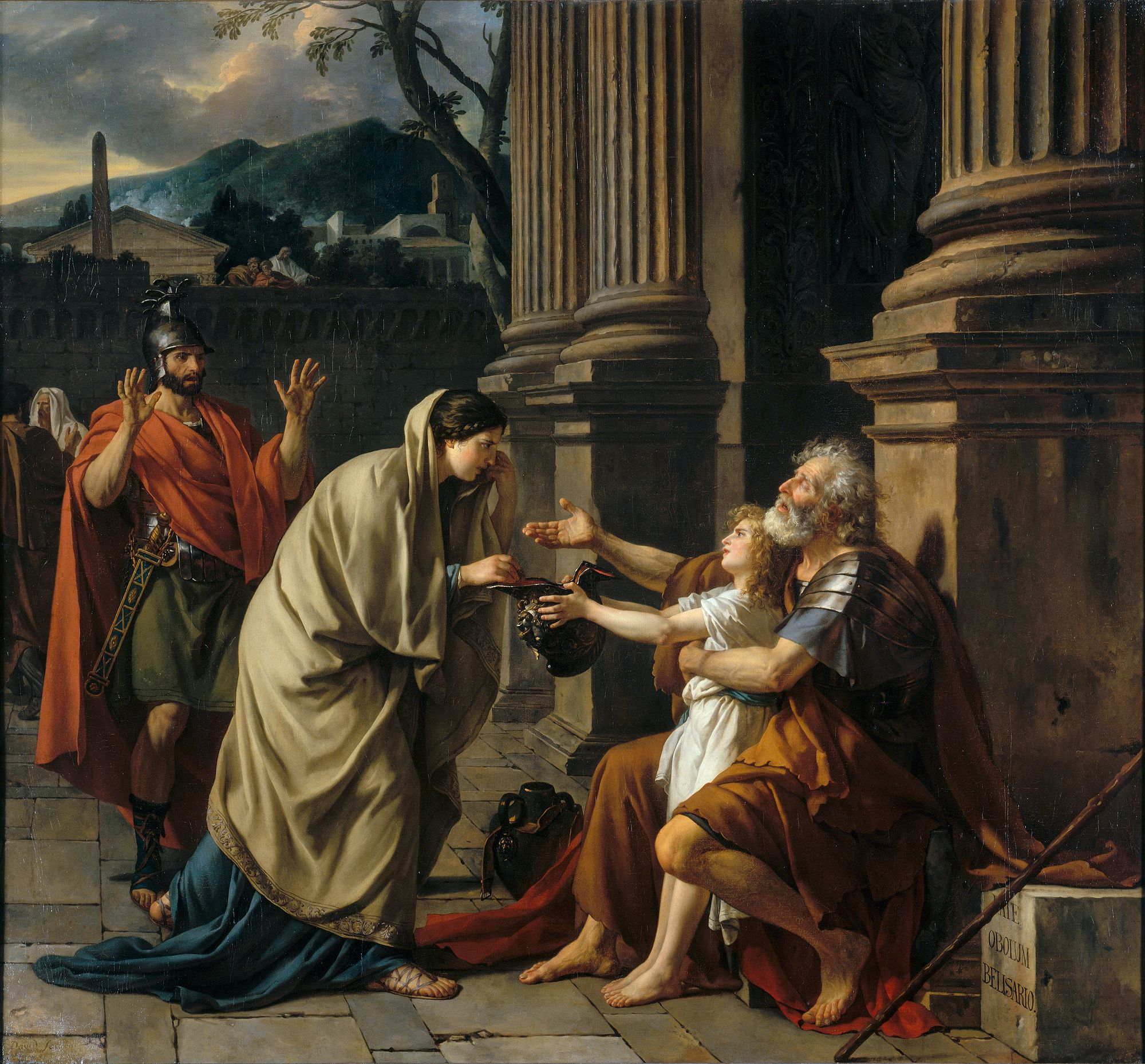
Bélisaire demandant l'aumone, de Jacques-Louis David

Cette page concerne l'année 1781 en arts plastiques.

## Œuvres
- Bélisaire demandant l'aumône, huile sur toile de Jacques-Louis David
- Martirio de san Sebastián, huile sur toile de Gregorio Ferro
- Le Cauchemar, huile sur toile de Heinrich Füssli
- 1781-1783 : 
  - Saint Bernardin de Sienne prêchant devant Alphonse V d'Aragon, huile sur toile de Francisco de Goya

## Naissances
- 23 janvier : Augustin Aubert, peintre français († 5 novembre 1857),
- 20 mars: Joseph Paelinck, peintre belge († 9 juin 1839),
- 10 avril : Francesco Nenci, peintre italien († 1850),
- 22 avril : José de Madrazo y Agudo, peintre espagnol (° 1859),
- 16 mai : Charles Marie Bouton, peintre français († 28 juin 1853),
- 3 juillet : Alexandre de La Motte-Baracé, écrivain et peintre français († 21 mars 1840),
- 25 juillet : Merry-Joseph Blondel, peintre français († 12 juin 1853),
- 15 août : Charlotte Martner, peintre miniaturiste française († 22 juillet 1839)[1].
- 1er novembre : Joseph Karl Stieler, peintre allemand († 9 avril 1858),
- 15 novembre : Gustaf Erik Hasselgren, peintre suédois († 9 mars 1827),
- 20 novembre : Bartolomeo Pinelli, peintre italien († 1er avril 1835),
- ? :
  - Jacques Pierre François Salmon, peintre français († 1855),
  - Pietro Ronzoni, peintre italien († 1862),
  - Ambrose William Warren, graveur britannique († 1856).

## Décès
- 18 mars : Georg Lichtensteger, graveur allemand (° 13 janvier 1700),
- 5 juin : Noël Hallé, peintre et graveur français (° 2 septembre 1711),
- 25 juillet : Ubaldo Gandolfi, peintre italien du baroque tardif, appartenant à l'école bolonaise (° 1728),
- 30 septembre : Jean-Baptiste Le Prince, peintre et graveur français (° 17 septembre 1734),
- 3 novembre : Jakob Emanuel Handmann, peintre suisse (° 16 août 1718),
- 14 décembre : Joseph François Parrocel, peintre et graveur français (° 3 décembre 1704).